# Macromia
Macromia es un género de libélulas perteneciente a la familia Macromiidae.  Son comúnmente conocidos como cruceros río debido a su hábito de cruzar largas distancias a lo largo de las riberas de los ríos. La mayoría de las especies se encuentran en las regiones tropicales de Australia con una en Europa ( M. splendens )  y unas pocas en América del Norte.

## Especies
El género consta de las siguientes especies:
- Macromia aculeata Fraser, 1927
- Macromia alleghaniensis Williamson, 1909
- Macromia amphigena Selys, 1871
- Macromia amymone Lieftinck, 1952
- Macromia annulata Hagen, 1861
- Macromia arachnomima Lieftinck, 1953
- Macromia astarte Lieftinck, 1971
- Macromia bartenevi Belyshev, 1973
- Macromia beijingensis Zhu & Chen, 2005
- Macromia berlandi Lieftinck, 1941
- Macromia calliope Ris, 1916
- Macromia callisto Laidlaw, 1902
- Macromia celaeno Lieftinck, 1955
- Macromia celebia van Tol, 1994
- Macromia chaiyaphumensis Hämäläinen, 1985
- Macromia chalciope Lieftinck, 1952
- Macromia chui Asahina, 1968
- Macromia cincta Rambur, 1842
- Macromia cingulata Rambur, 1842
- Macromia clio Ris, 1916
- Macromia corycia Laidlaw, 1922
- Macromia cupricincta Fraser, 1924
- Macromia cydippe Laidlaw, 1922
- Macromia daimoji Okumura, 1949
- Macromia dione Lieftinck, 1971
- Macromia ellisoni Fraser, 1924
- Macromia erato Lieftinck, 1950
- Macromia euphrosyne Lieftinck, 1952
- Macromia eurynome Lieftinck, 1942
- Macromia euterpe Laidlaw, 1915
- Macromia flavicincta Selys, 1874
- Macromia flavocolorata Fraser, 1922
- Macromia flavovittata Fraser, 1935
- Macromia flinti Lieftinck, 1977
- Macromia fulgidifrons Wilson, 1998
- Macromia gerstaeckeri Krüger, 1899
- Macromia hamata Zhou, 2003
- Macromia hermione Lieftinck, 1952
- Macromia holthuisi Kalkman, 2008
- Macromia icterica Lieftinck, 1926
- Macromia ida Fraser, 1924
- Macromia illinoiensis Walsh, 1862
- Macromia indica Fraser, 1924
- Macromia irata Fraser, 1924
- Macromia irina Lieftinck, 1950
- Macromia jucunda Lieftinck, 1955
- Macromia katae Wilson, 1993
- Macromia kiautai Zhou, Wang, Shuai & Liu, 1994
- Macromia kubokaiya Asahina, 1964
- Macromia lachesis Lieftinck, 1971
- Macromia macula Zhou, Wang, Shuai & Liu, 1994
- Macromia magnifica McLachlan in Selys, 1874
- Macromia malleifera Lieftinck, 1955
- Macromia manchurica Asahina, 1964
- Macromia margarita  Westfall, 1947
- Macromia melpomene Ris, 1913
- Macromia miniata Fraser, 1924
- Macromia mnemosyne Lieftinck, 1935
- Macromia moorei Selys, 1874
- Macromia negrito Needham & Gyger, 1937
- Macromia pacifica Hagen, 1861
- Macromia pallida Fraser, 1924
- Macromia pinratani Asahina, 1983
- Macromia polyhymnia Lieftinck, 1929
- Macromia pyramidalis Martin, 1906
- Macromia septima Martin, 1904
- Macromia sombui Vick, 1988
- Macromia sophrosyne Lieftinck, 1952
- Macromia splendens Pictet, 1843
- Macromia taeniolata Rambur, 1842
- Macromia terpsichore Förster, 1900
- Macromia tillyardi Martin, 1906
- Macromia unca Wilson, 2004
- Macromia urania Ris, 1916
- Macromia viridescens  Tillyard, 1911
- Macromia westwoodii Selys, 1874
- Macromia whitei Selys, 1871
- Macromia yunnanensis Zhou, Luo, Hu & Wu, 1993
- Macromia zeylanica Fraser, 1927